# Cromwell (Indiana)
Cromwell è un comune degli Stati Uniti d'America, situato nello Stato dell'Indiana, nella contea di Noble.